# Hanna Olsson (ishockeyspelare)
Hanna Olsson, född 20 januari 1999 på Hälsö i Öckerö kommun, är en svensk ishockeyspelare. Hon spelar i Frölunda HC i Svenska damhockeyligan, och har tidigare spelat för flera andra elitklubbar. Hennes moderklubb är Skärgårdens SK. 
Olsson var med i det svenska laget OS i Sydkorea 2018 och har även deltagit i VM-turneringar med Damkronorna.